# 深大寺バスストップ
深大寺バスストップ（じんだいじバスストップ）は、東京都調布市深大寺南町にある中央自動車道のバス停留所である。バス事業者では「中央道深大寺」と案内している。
本バス停より西側は中央道が高架で構成されているのに対し、バス停付近周辺及び東側は武蔵野台地の端にあり、切堀となっている。

## 歴史
- 2003年（平成15年）12月16日：中央道深大寺バス停開設。

## 停留所周辺

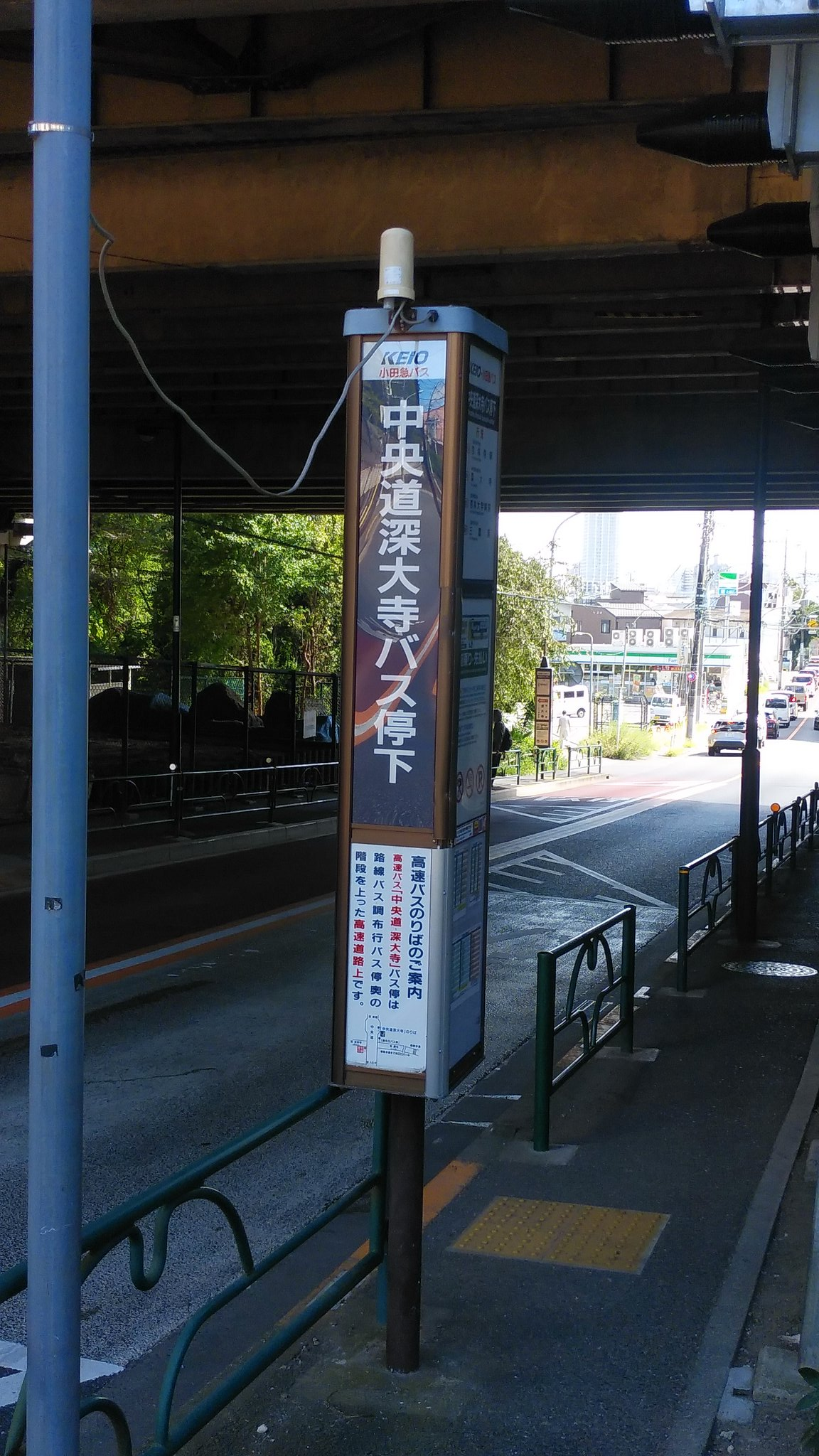
中央道深大寺バス停下

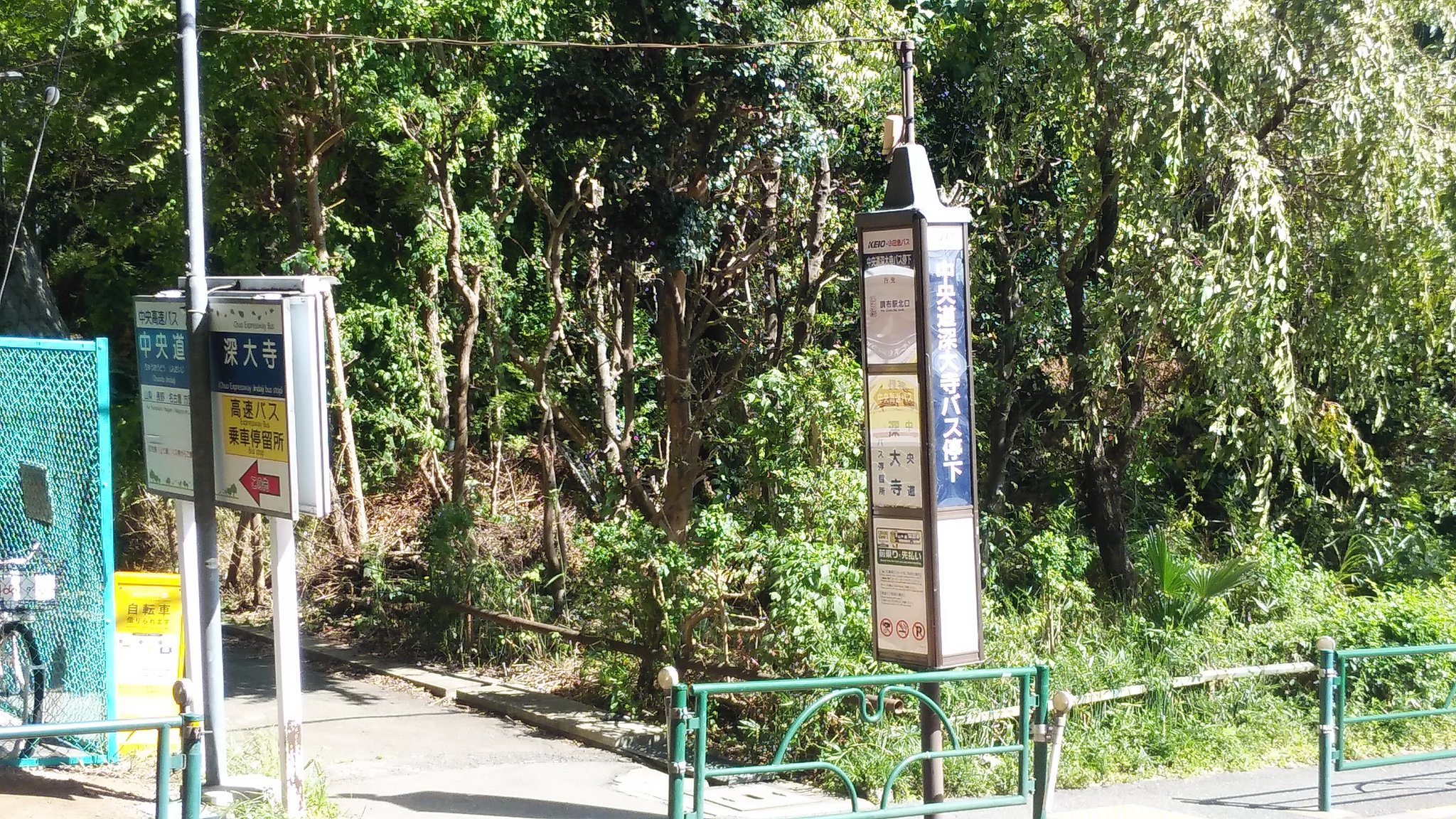
アクセス口周辺

三鷹通りへ下る階段があり、京王バス・小田急バスの「中央道深大寺バス停下」停留所（後述）に直結している。下り線の階段下には仮設トイレがある。なお、上り線（新宿方面）には逆方向に昇る階段もあり、地元の鎮守「池ノ上神社」裏辺りから調布市立野草園方面へ抜けることが可能である。
北西には神代植物公園の分園・水生植物園や「深大寺天然温泉 湯守の里」（旧・深大寺温泉ゆかり）が、その北には名刹・深大寺がある。三鷹通りはそれらの東を通り、深大寺五差路を経て三鷹方面に抜ける。
中央自動車道南側の西方には調布の台所と呼ばれる「深大にぎわいの里 調布卸売センター調布市場」がある。

## 停車する路線
当バス停と、東京都内から中央道相模湖までの各バス停との区間内のみの利用はできない（※との間の相互利用は不可）。
なお、かつて運行されていた八王子発着路線である高松線・金沢線は、途中経由地として新宿や渋谷に停車する関係上、上り車線側バス停から乗車、下り車線側バス停で降車となっていた。
中央高速バス
- 富士五湖線（京王バス・富士急バス・フジエクスプレス）[2] ※一部通過
※中央道三鷹 - 中央道深大寺 - ※中央道府中 - （中略） - 中央道上野原（以遠とのみ相互利用可能）
- 富士山五合目線（京王バス・富士急バス・フジエクスプレス）[2]
※中央道三鷹 - 中央道深大寺 - ※中央道府中 - （中略） - 富士急ハイランド（夏季は富士山五合目）（以遠とのみ相互利用可能）
- 甲府線（京王バス・富士急バス・山梨交通）[3] ※特急便は通過
※中央道三鷹 - 中央道深大寺 - ※中央道府中 - （中略） - 中央道上野原（以遠とのみ相互利用可能）
- 身延線（京王バス・山梨交通）[4]
※中央道三鷹 - 中央道深大寺 - ※中央道府中 - （中略） - 西八幡 / 大津町（以遠とのみ相互利用可能）
- 中央市・南アルプス市線 （南アルプスエコパークライナー）[5]（山梨交通）
※中央道三鷹 - 中央道深大寺 - ※中央道府中 - （中略） - 大津町（以遠とのみ相互利用可能）
- 諏訪・岡谷線（京王バス・フジエクスプレス・山梨交通・アルピコ交通・アルピコ交通東京・JRバス関東）[6] ※特急便は通過
※中央道三鷹 - 中央道深大寺 - ※中央道府中 - （中略）- 中央道昭和（以遠とのみ相互利用可能）
- 伊那線（京王バス・フジエクスプレス・山梨交通・伊那バス・信南交通）[7] ※超特急便は通過
※中央道三鷹 - 中央道深大寺 - ※中央道府中 - （中略） - 中央道川岸（以遠とのみ相互利用可能）
- 飯田線（京王バス・アルピコ交通・伊那バス・信南交通）[8] ※超特急便は通過
※中央道三鷹 - 中央道深大寺 - ※中央道府中 - （中略） - 中央道川岸（以遠とのみ相互利用可能）
- 塩尻・木曽福島線（京王バス・おんたけ交通）[9]
※中央道三鷹 - 中央道深大寺 - ※中央道府中 - （中略） - 塩尻駅東入口（以遠とのみ相互利用可能）
- 安曇野・白馬線（京王バス・アルピコ交通・アルピコ交通東京）[10] ※一部通過
※中央道三鷹 - 中央道深大寺 - ※中央道府中 - （中略） - 安曇野スイス村（以遠とのみ相互利用可能）
- 飛騨高山線（京王バス・濃飛乗合自動車）[11]
※中央道三鷹 - 中央道深大寺 - ※中央道府中 - （中略） - 平湯温泉（以遠とのみ相互利用可能）
- 名古屋線（京王バス・名鉄バス）[12] ※一部通過
※中央道三鷹 - 中央道深大寺 - ※中央道府中 - （中略） - 馬篭（以遠とのみ相互利用可能）

JRバス
- 中央ライナー可児号（JRバス関東・東濃鉄道）[13]
※中央道三鷹 - 中央道深大寺 - ※中央道府中 - （中略） - 中央道昼神温泉（以遠とのみ相互利用可能）

夜行高速バス
- 新宿・八王子 - 大阪線（ツィンクル号・カジュアル・ツィンクル号、西東京バス・近鉄バス）[14][15]
※中央道三鷹 - 中央道深大寺 - ※中央道府中 - （中略） - 京都駅八条口（以遠とのみ相互利用可能）
- 池袋・渋谷・新宿 - 大阪線（京王バス・阪急観光バス）[16]
※中央道三鷹 - 中央道深大寺 - ※中央道府中 - （中略） - 高速長岡京 （以遠とのみ相互利用可能）

## 隣接のBS等
E20 中央自動車道
- 至近のBS・IC等
（中央JCT:事業中） - 三鷹BS/三鷹TB（小牧方面のみ） - 深大寺BS - (3)調布IC - (3-1)稲城IC(高井戸方面出入口) - 府中BS/府中SIC（小牧方面出入口）

## バス停へのアクセス
- バスの場合
  - 「中央道深大寺バス停下」下車
    - 小田急バス・京王バスの共同運行路線

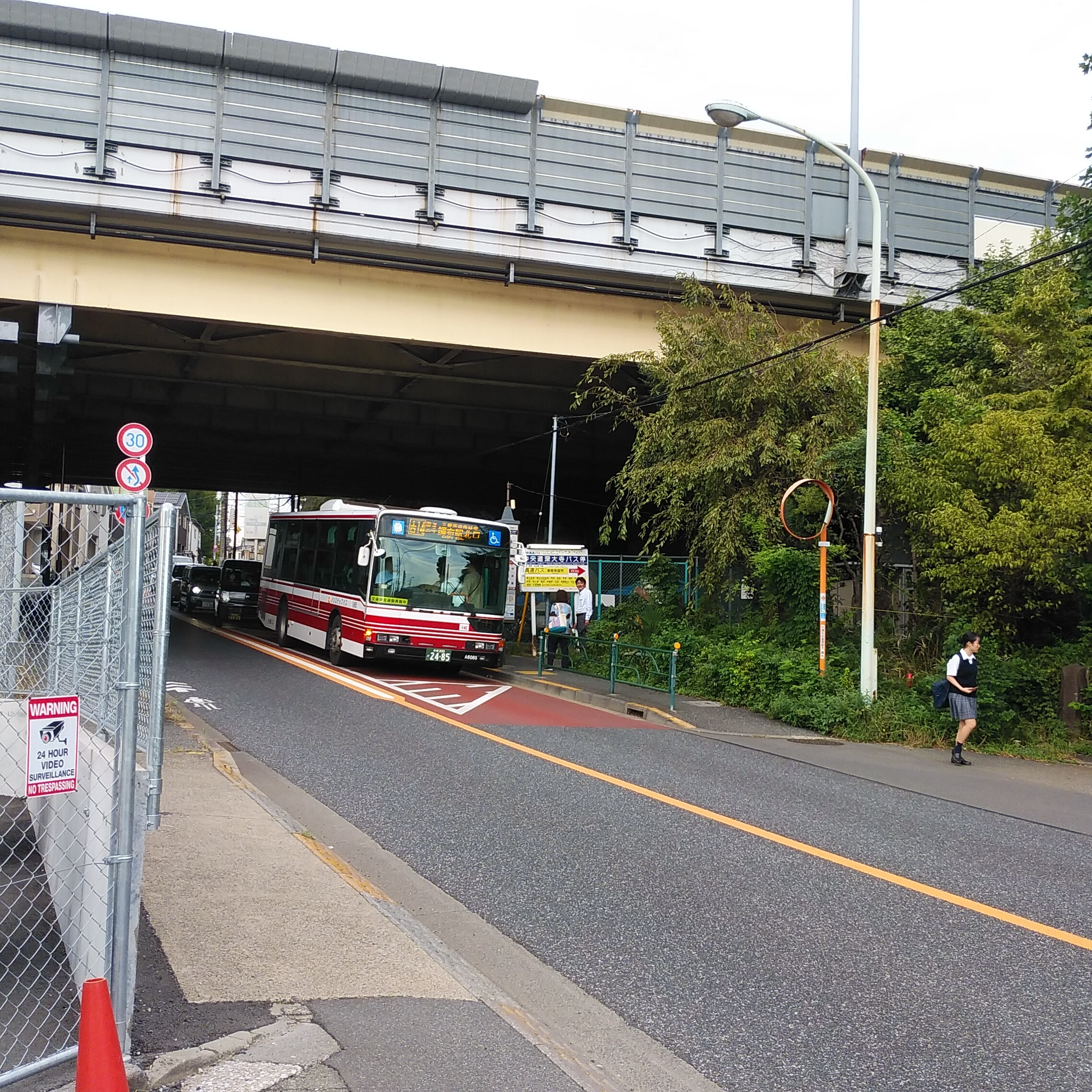
接続する路線バス

      - 吉14：吉祥寺駅 - 航研前 - 中央道深大寺バス停下 - 調布駅北口
      - 鷹66：三鷹駅 - 三鷹市役所 - 中央道深大寺バス停下 - 調布駅北口
      - 調35：調布駅北口 - 中央道深大寺バス停下 - 杏林大学病院前

    - 京王バスの路線
      - 調34：調布駅北口 - 中央道深大寺バス停下 - 神代植物公園 - 深大寺 - 中央道深大寺バス停下 - 調布駅北口

京王バスの運行便に限り、中央高速バスの利用者は、中央道深大寺バス停下で接続する一般路線バス（深夜バスを除く）に割引運賃（100円）で乗り継ぎすることができる。高速バスから路線バスに乗り継ぐ場合は、高速バス降車時に「路線バスに乗る」ことを高速バス乗務員に伝えれば「乗り継ぎ証明証」をもらえるので、それを路線バス乗務員に渡せばよい。路線バスから高速バスに乗り継ぐ場合は、路線バス乗車時に乗務員へ高速バスの乗車券を提示すればよい。なお、小田急バスの一般路線バスでは乗り継ぎ割引のサービスは適用されない。